# Agago (district)
Agago is een district in het noorden van Oeganda. Hoofdstad van het district is de stad Agago. Het district telde in 2014 227.792 inwoners en in 2020 naar schatting meer dan 251.000 inwoners op een oppervlakte van 3.496 km². Van de bevolking leeft 87% op het platteland.
Het district werd opgericht in 2010 door afsplitsing van het district Pader. Het district is opgedeeld in 16 sub-counties, 78 gemeenten (parishes) en telt 901 dorpen.
Samen met Gulu, Pader en Kitgum vormt Agago het Acholiland, het gebied van de Acholi in Oeganda.